# Кайоде, Оларенважу
Тоби Оларенважу Айобами Кайоде (англ. Tobi Olarenwaju Ayobami Kayode; род. 8 мая 1993, Ибадан) — нигерийский футболист, нападающий клуба «Шанлыурфаспор». Бывший игрок сборной Нигерии.

## Клубная карьера
Занимался футболом в любительском клубе «Марвелус» из Ибадана, где привлёк к себе внимание тренеров в 2008 году на турнире Afe Babalola Champions League. По некоторым сведениям, обучался также в академии «Ред Булл» в городе Согакопе (Гана).
Начал профессиональную карьеру в ивуарийском клубе «АСЕК Мимозас» (8 мая 2010 года вышел на поле в матче чемпионата Кот-д’Ивуара против клуба «Бассам»), в 2014 году перешёл в израильский клуб «Маккаби» (Нетания), в котором неплохо себя проявил, забив 23 мяча в 56 матчах. В 2015 году отправился в австрийский клуб «Аустрия» (Вена), подписав контракт на 4 года. Стал лучшим бомбардиром Австрии в сезоне 2016/17, забив 17 мячей.
В 2018 году перешёл в украинский футбольный клуб «Шахтёр» (Донецк) за €3.000.000. Контракт рассчитан до 30.06.2023 года

## Достижения
«АСЕК Мимозас»
- Чемпион Кот-д'Ивуара : 2010

«Маккаби» (Нетания)
- Чемпион Лиги Леумит : 2013/14

«Шахтёр» (Донецк)
- Чемпион Украины (2): 2017/18, 2018/19
- Обладатель Кубка Украины (2): 2017/18, 2018/19

«Сивасспор»
- Обладатель Кубка Турции : 2021/22

## Личная жизнь
Женат, трое сыновей.